# Laurent Ferrères

a Compétitions nationales et continentales officielles uniquement.

b Matchs officiels uniquement.
Dernière mise à jour le 1 septembre 2012.
Laurent Ferrères, né le 30 août 1980 à Lézignan-Corbières (Aude), est un joueur de rugby à XIII, rugby à XV et rugby à sept évoluant au poste d'arrière.
Après avoir été capitaine de l'Union Bordeaux Bègles ainsi que de l'équipe de France de rugby à sept, il joue au CA Brive de 2012 à 2014, puis au Club athlétique Lormont Hauts de Garonne.
Depuis 2019, il est responsable du pôle rugby à sept de l'Union Bordeaux Bègles. Il entraîne notamment l'équipe lors du Supersevens.

## Palmarès
- Finaliste coupe de France Lord Derby 1999 (US Villeneuve 20 FC Lézignan 05)
- Participation à la Coupe du monde de Hong Kong 2005
- Participation à la Coupe du monde de Dubai 2009.
- Vainqueur du tournoi IRB Sevens de Paris 2005
- Participation aux tournois IRB Sevens de 2005/2006 (Paris et Londres) et de 2004/2005 (Los Angeles, Wellington, Paris et Londres). Participation au Tahiti Nui Sevens 2008.